# Кугарчинское сельское поселение
Кугарчинское се́льское поселе́ние — муниципальное образование в Рыбно-Слободском районе Татарстана Российской Федерации.
Административный центр — село Кугарчино. Территория сельского поселения входит в лесорастительную зону лесостепи и характеризуется климатом с весенними и осенними заморозками, периодическими засухами. Преобладающие ветры юго-западные. Рельеф волнистый, положение возвышенное. Протяженность с севера на юг 7 км и с запада на восток 9 км.

## История
Кугарчинский сельский Совет образовался  в 1918 году и входил в состав Урахчинской волости Лаишевского уезда Казанской губернии. 
С 1927 года с образованием  Рыбно-Слободского района входит в его состав.
Статус и границы сельского поселения установлены Законом Республики Татарстан от 31 января 2005 года № 37-ЗРТ «Об установлении границ территорий и статусе муниципального образования "Рыбно-Слободский муниципальный район" и муниципальных образований в его составе».

## Население
| 2010  | 2011  | 2012  | 2013  | 2014  | 2015  | 2016  |
| ----- | ----- | ----- | ----- | ----- | ----- | ----- |
| 1234  | ↘1227 | ↘1190 | ↘1163 | ↘1137 | ↘1109 | ↘1084 |
| 2017  | 2018  |       |       |       |       |       |
| ↘1049 | ↘1022 |       |       |       |       |       |

## Состав сельского поселения
| № | Населённый пункт | Тип населённого пункта       | Население |
| - | ---------------- | ---------------------------- | --------- |
| 1 | Зангар-Куль      | деревня                      |           |
| 2 | Кугарчино        | село, административный центр |           |